# Vyšší odborná škola ekonomických studií a Střední průmyslová škola potravinářských technologií
Vyšší odborná škola ekonomických studií a Střední průmyslová škola potravinářských technologií Praha 2, Podskalská 10 je veřejná škola sídlící na Praze 2. Střední průmyslová škola je přímou pokračovatelkou pivovarské školy založené roku 1868, která byla první vzdělávací institucí středoškolského typu nejen v Čechách, ale v celém Rakousku−Uhersku. Svým pojetím navazuje i na lihovarskou školu založenou v roce 1881 v Německém (dnes Havlíčkově) Brodu, jejíž dokumentaci SPŠPT převzala. Vyšší odborná škola vznikla v roce 1963 jako Střední ekonomická škola pro studující při zaměstnání. 
V souvislosti s otevřením gymnázia s ekonomickým zaměřením je od 1.9.2021 celý název školy Vyšší odborná škola ekonomických studií, Gymnázium, Střední průmyslová škola potravinářských technologií a Střední odborná škola přírodovědná a veterinární, Praha 2, Podskalská 10.

## Studium

### Vyšší odborná škola ekonomických studií
Vyšší odborná škola ekonomických studií nabízí tříleté studium denní i kombinované formy (u oboru Účetnictví a finance pouze denní). Studium je ukončeno absolutoriem a absolvent získá titul diplomovaný specialista (DiS.) (škola vydává k vysvědčení o absolutoriu a diplom také Europass). Studenti na škole povinně studují 2 cizí jazyky.
Studijní obory
- 63-43-N/07 Účetnictví a finance
- 68-43-N/05 Veřejná správa
- 63-42-N/01 Personální řízení
- 29-41-N/01 Potravinářská technologie a biotechnologie

Partneři
Škola spolupracuje s některými soukromými vysokými školami, které umožňují zkrácenou délku bakalářského studia (jeden popř. dva roky).
- Univerzita Jana Amose Komenského Praha, s.r.o. – Vzdělávání dospělých (Personální řízení), Evropská hospodářskosprávní studia (Účetnictví a finance, Veřejná správa)
- Metropolitní univerzita Praha, o.p.s. – Veřejná správa (Veřejná správa)
- Soukromá vysoká škola ekonomických studií, s.r.o. – Ekonomika a management-Účetnictví (Účetnictví a finance)
- CEVRO Institut, o.p.s – Veřejná správa, Právo v obchodních vztazích, Politologie a mezinárodní vztahy, Sociální analýzy a Hospodářská politika
- Středočeský vysokoškolský institut, s. r. o. – Ekonomika a management
- Akademie managementu a komunikace – Řízení lidských zdrojů a ekonomika práce, Management a Sociologie

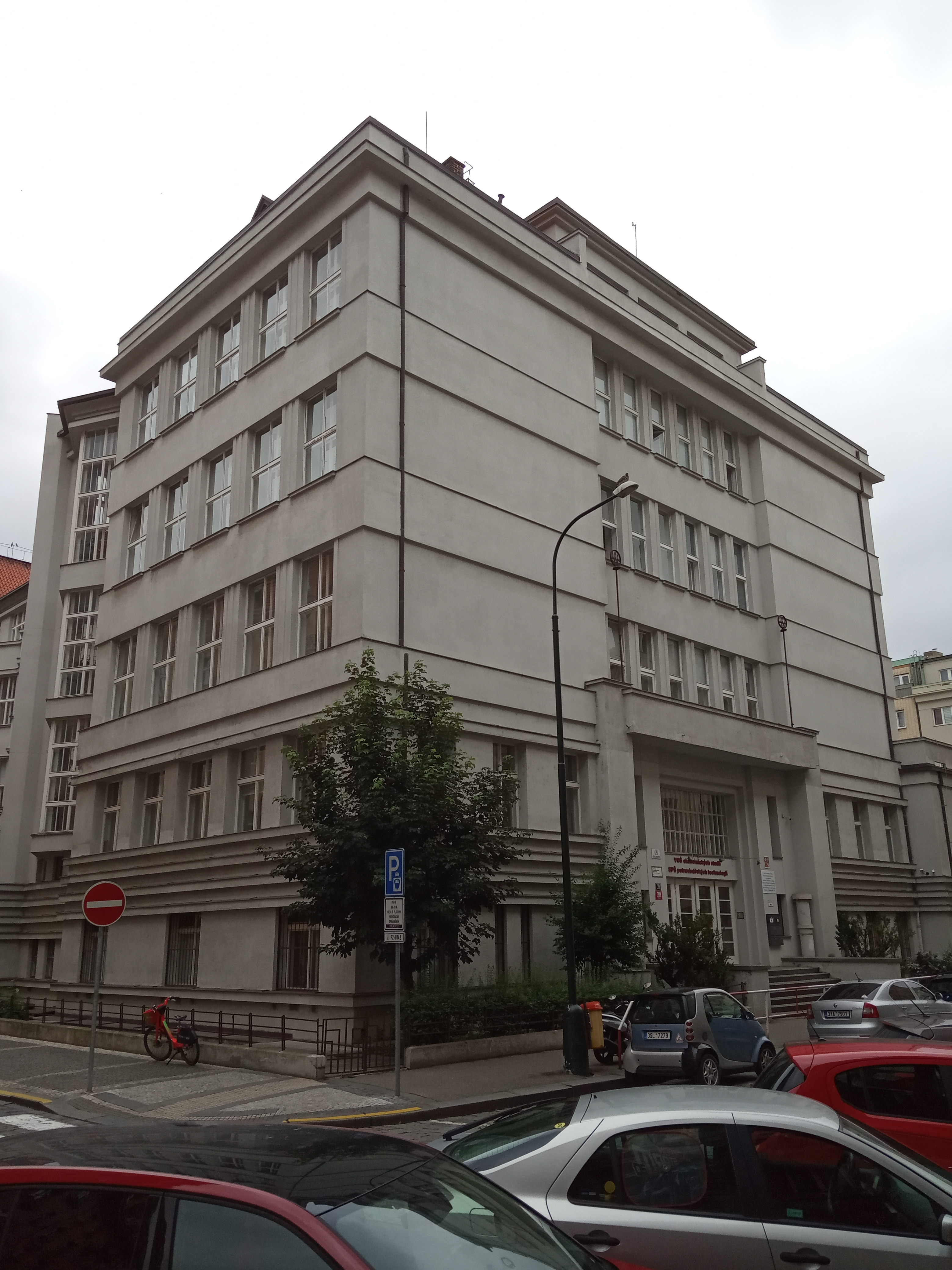
Školní budova v Podskalské 10

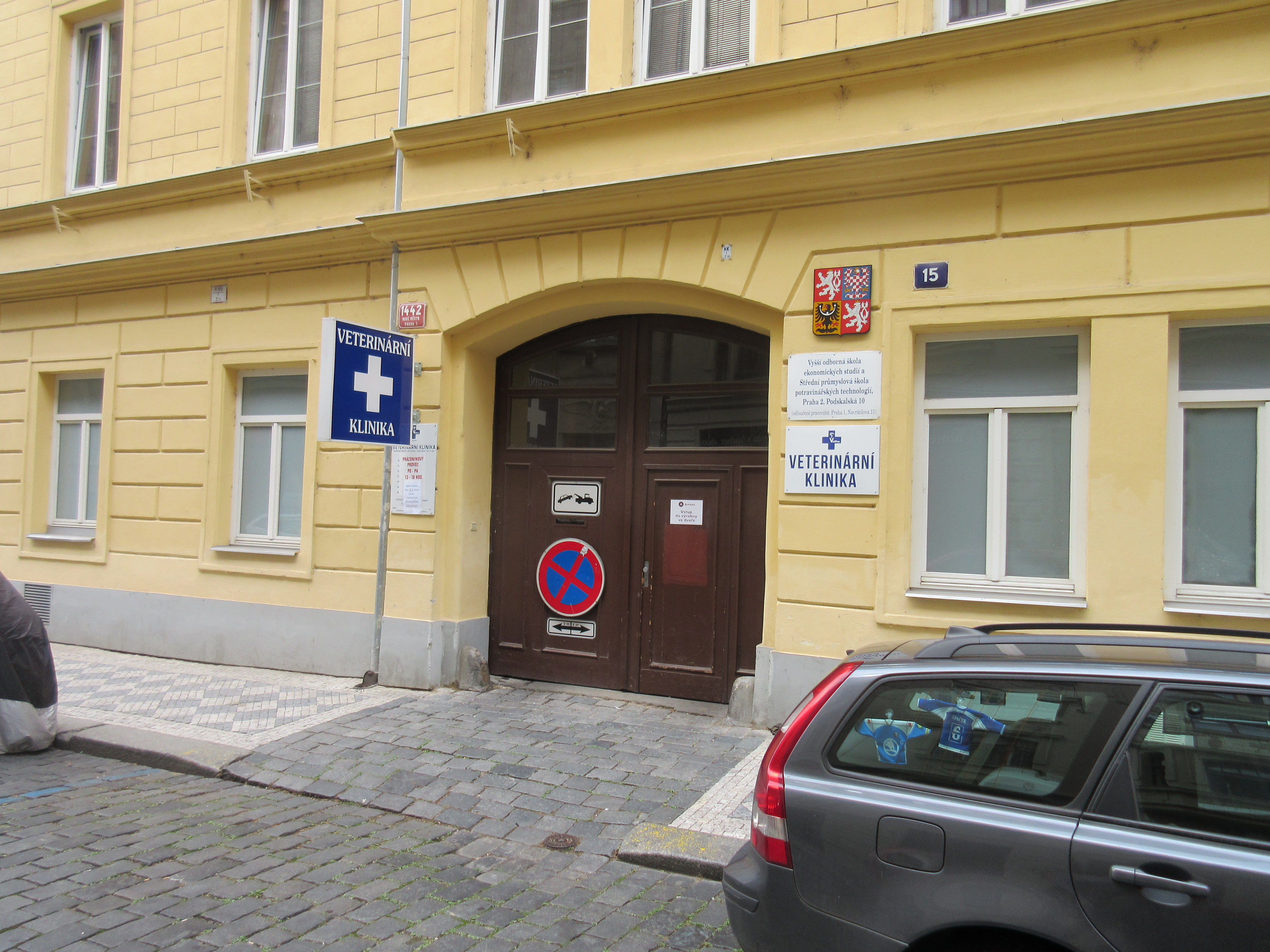
Pobočná budova školy v Praze 1, Navrátilova ulice 1442